# Neodiphthera grisea
Neodiphthera grisea är en fjärilsart som beskrevs av Eugène Louis Bouvier 1928. Neodiphthera grisea ingår i släktet Neodiphthera och familjen påfågelsspinnare. Inga underarter finns listade i Catalogue of Life.